# حوض الربع الخالي
حوض الربع الخالي هو حوض رسوبي داخلي رئيسي تبلغ مساحته حوالي 560,000 كيلومتر مربع (220,000 ميل2) في جنوب المملكة العربية السعودية وشمال شرق اليمن وجنوب شرق عمان وجنوب شرق الإمارات العربية المتحدة. تُعرَّف الأراضي البرية الواقعة على حوض صدع الدهر الوسيط جغرافيًا باسم الربع الخالي وتغطي مناطق نجران والرياض والمنطقة الشرقية. يرتبط الحوض جيولوجياً بالقوس العربي الأوسط في الشمال، ودفع عمان في الشرق، وقوس حضرموت الشمالي في الجنوب، والدرع العربي في الغرب. من الناحية السياسية، يتم تشكيل الحدود الجنوبية الغربية من خلال الحدود مع اليمن وتشكل الحدود مع عمان الحدود الجنوبية الشرقية.
تتراوح الطبقات الطبقية للحوض من البروتيروزويك إلى الحديث وتتألف من دورات مختلفة من الرواسب البطنية والكربونية مفصولة بعدم المطابقة الإقليمية. يحتوي العمود الطبقي على مستويات مختلفة من التكوينات الصخرية المصدر، والخزانات والأختام شائعة في تتابع الباليوزويك المتأخر والميزوزويك. تتشكل الفخاخ عن طريق ضغط اقتحام عمان في الشرق.
بالمقارنة مع المناطق المنتجة للبترول في شمال الحوض، فإن حوض الربع الخالي غير مكتشوف نسبيًا ويحتوي على حقلي نفط منتجين (الشيبة والرملة) وحقل للغاز كيدان. قام تقييم نظام البترول الإجمالي الذي أجرته هيئة المسح الجيولوجي الأمريكية في عام 2019 بتحليل إمكانات الحوض، مع وجود أنظمة قصيبة سلورية وطباشيري ثمامة / واسيا الأكثر إنتاجًا.

## علم الطبقات
تتراوح طبقات حوض الربع الخالي من الطرقات الأرضية الحديثة، التي يشار إليها محليًا باسم "Infracambrian"، إلى الرواسب الحديثة. يتكون الغطاء الرباعي غير الموحد من الكثبان الرملية بأشكال مختلفة. البحيرات والبرك المالحة والعذبة نادرة في المنطقة ولكنها تحدث أحيانًا بين الكثبان الرملية والتلال البرشانية.

## تطور الحوض
يعود التاريخ العام لحوض الربع الخالي إلى العصر البدائي ("ما قبل الكمبري"). تم تسجيل أول توقيع تكتوني إقليمي في التاريخ على أنه عدم توافق نهاية العصر الإدياكاري، متبوعًا بعدم توافق ما قبل السيق الذي يؤثر على الحواف الغربية والجنوبية الغربية للحوض. خلال الفترات السابقة من العصر الباليوزوي، مر الحوض داخل القرون بمرحلة تكتونية ممتدة، والتي انتهت بعدم توافق كربوني إقليمي، يمثل مرحلة الانضغاط الهرسيني. من أوائل العصر البرمي وما بعده، شهد الحوض امتدادًا للقوس الخلفي على حافة جندوانا، مما أدى إلى تكوين تكوين الخف الإقليمي بترسيب الأنهيدريت والهاليت. تحول هذا النظام التكتوني تدريجياً إلى وضع الهامش الخامل مع افتتاح نيو تيثيس في أوائل العصر الترياسي.
خلال الدهر الوسيط المبكر، ظلت هذه المرحلة التكتونية الهادئة نشطة، مما أدى إلى وضع غالبية التسلسل الرسوبي، بما في ذلك الخزانات الرئيسية للخلافة. بعد الهبوط التكتوني عند حدود محيط تيثيس الضحل، شهد الحوض أول مرحلته الانضغاطية في أوائل العصر الطباشيري المبكر، ممثلة إلى الجنوب من الحوض بقوس حضرموت الشمالي. إلى الشرق من حوض الربع الخالي، نتج عن ذلك اعتراض سميل أوفيولايت، وهو تسلسل قشرة محيطية تتم دراسته اليوم على نطاق واسع في جبال عمان. تمت ملاحظة مرحلتين من الارتفاع التكتوني في نهاية السينوماني (حوالي 94 مليون، بالقرب من انقراض السينوماني-التوروني) وفي وسط السانتوني استمرت هذه المرحلة من الانسداد الأفيوليت حتى العصور الوسطى إلى المتأخرة من عصر الأيوسين. استمر الضغط النشط الناجم عن تكون جبال الألب والمتمثل في مناطق الشرق الأوسط بواسطة حزام زاغروس الطي والدفع، في أواخر العصر الباليوجيني والنيوجيني، مع استمرار المرحلة الرئيسية للرفع من حوالي 25 إلى 18 مليون سنة. يحتوي الجزء الرباعي المثقل من مرحلة الهامش النشط للحوض على رمال وغرين وطين وتكتلات مترسبة في الكثبان الرملية (ergs) والسبخات. التسلسل مضطرب بسبب تأثير النيازك المختلفة في سلسلة من الحفر المعروفة باسم فوهات وابار.

## جيولوجيا البترول

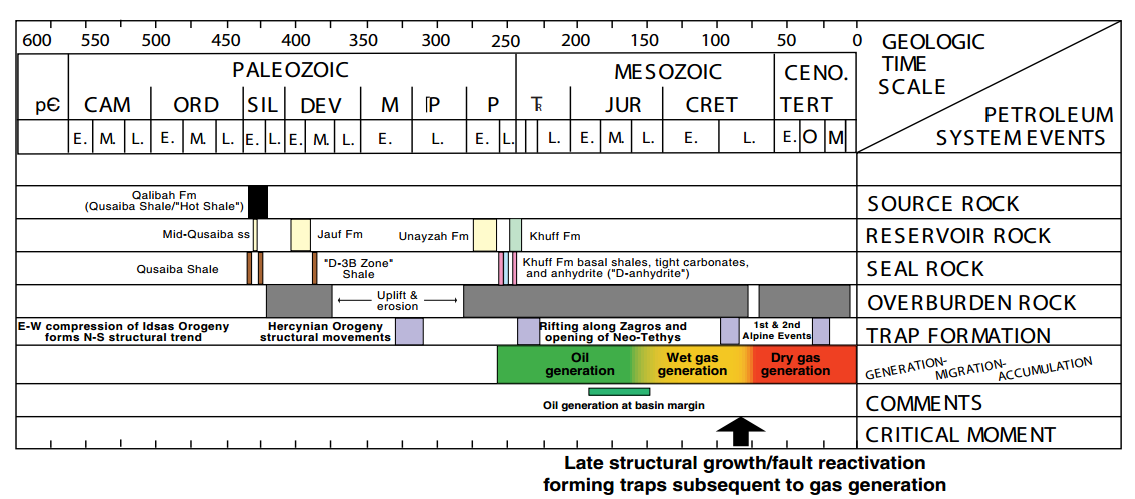
مخطط أحداث الأنظمة البترولية لوسط الجزيرة العربية

بدأ التنقيب عن البترول في المملكة العربية السعودية في عام 1937 مع الاستحواذ على المسوحات الزلزالية، واستمرت حتى نهاية القرن العشرين. وقد أدى ذلك إلى تغطية شبه كاملة لمناطق الإنتاج الرئيسية. واحدة من أكثر الطرق المستخدمة نجاحًا هي ملف تعريف الانكسار بعيد المدى باستخدام هيث أنهيدريت كمنكسر.
يتألف حوض الربع الخالي من أنظمة بترولية مختلفة، مُعرَّفة باسم أنظمة البترول الكلية (TPS) من قبل هيئة المسح الجيولوجي الأمريكية (USGS)، من الأكثر إلى الأقل اتساعًا في الحوض:
1. سلوريان قصيبة (201903)
2. العصر الطباشيري ثمامة / واسيا (201901)
3. جوراسي حنيفة / دياب - عربي (201902)
4. الحوض العربي طويق / حنيفة - عرب (202102)
5. وسط الجزيرة العربية - قصيبة - حقب الحياة القديمة (202101)
6. شمال عمان وقف - الشعيبة (201601)
7. شمال عمان هوقف / قو- هوشي (201401)
8. الناطق الطباشيري الأوسط (201602)

يمتد حوض شمال عمان للحقف / "Q" - هاوشي TPS قطريًا عبر الجزء المركزي من الجزء المرتفع من مكارم - مبروك من منصة عمان الوسطى، إلى حوض غابة الملح.
يتركز النظام البترولي الكلي الرئيسي للحوض حول الأوردوفيشي إلى تكوين قصيبا السيلوري كصخور مصدر، يشحن تكوين البرمي الخف بخزانات ثانوية من تشكيلات السيلوريان الطويل والجوبا الديفونية والعنيزة الكربونية، وجميعها مختومة عن طريق تغطيتها بمستويات الشالي والمتبخر، مع كختم إقليمي رئيسي، مبخرات الخف. تتشكل المصائد الهيكلية عن طريق الضغط من الشرق خلال أواخر العصر الطباشيري والباليوجيني إلى النيوجين. تم تقدير اللحظة الحرجة للنفط في حدود العصر الجوراسي - الطباشيري والغاز خلال أواخر العصر الطباشيري.

### التنقيب عن البترول وإنتاجه
بدأت أعمال التنقيب عن النفط في حوض الربع الخالي في الخمسينيات من القرن الماضي. حتى عام 1990، اكتشفت أرامكو السعودية حقلي نفط فقط، حقل الشيبة ورملة، المتاخمين للحدود مع أبوظبي. تقدر احتياطيات النفط الأصلية القابلة للاستخراج في حقل الشيبة الذي تم اكتشافه عام 1968 بحوالي 1.828 مليار برميل. الخزان لكلا الحقلين موجود في تكوين الشعيبة الطباشيري السفلي. بالإضافة إلى اكتشاف حقلي النفط هذين، تم اكتشاف حقل غاز كيدان في نفس المنطقة عام 1967. عُثر على تراكمات الغاز في تكوينات العرب ج ودال وجبيلا من العصر الجوراسي. تقدر احتياطيات الغاز القابل للاستخراج في هذا الحقل بـ 3.3 مليار متر مكعب.
خلصت دراسة أجرتها هيئة المسح الجيولوجي الأمريكية عام 2019 حول الحوض إلى أن حوض الربع الخالي يمكن أن يحتوي على 242 حقلًا نفطيًا غير مكتشف، تتراوح من 0.64 إلى 1,300 مليون متر مكعب (4 إلى 8,192 مليون برميل) من النفط، ومتوسط عدد 267 حقلًا غازيًّا بأحجام تقديرية بين 0.68 و 2,800 بليون متر مكعب (24 و 98,304 بليون قدم مكعب).

## أنظر أيضا
- حقل الغوار
- حوض الخليج العربي أو الفارسي

الجيولوجيا العامة
- جيولوجيا المملكة العربية السعودية
- جيولوجيا اليمن

## روابط خارجية
- 2019 - عمان بلوك 36
- 2016 - ظهور بئر الاستكشاف DNO Hayah-1 جافًا
- 2015 - حوضي روب الخالي ورأس الخيمة الفرعيين. السعودية والإمارات